# Chondrilla sacciformis
Chondrilla sacciformis är en svampdjursart som beskrevs av Carter 1879. Chondrilla sacciformis ingår i släktet Chondrilla och familjen Chondrillidae. Inga underarter finns listade i Catalogue of Life.